# Sulęczyno
Sulęczyno (Kasjoebisch: Sëlëczëno, Duits: Sulenschin) is een dorp in het Poolse woiwodschap Pommeren, in het district Kartuski. De plaats maakt deel uit van de gemeente Sulęczyno en telt 1215 inwoners.